# The Playmaker
The Playmaker – akcja kończąca (tzw. finisher) używany przez MVP, profesjonalnego wrestlera pracującego w federacji World Wrestling Entertainment w rosterze RAW.
Prawdziwa nazwa to Overdrive (Swinging Neckbreaker). Akcja polega na wykorzystaniu nogi zamiast rąk, do wykonania skrętu ciała przeciwnika. Obalonemu (zazwyczaj za pomocą kopnięcia) lub podnoszącemu się przeciwnikowi, wykonawca finishera zakłada nogę na głowę pochylonego przeciwnika, chwytając go za ramię które jest bliżej jego nogi. Zapaśnik wykonuje szybki zamach do przodu padając na kolana, zawodnik który otrzymuje tę akcję zostaje wprawiony w rotację, lądując na wewnętrznej części kolana zawodnika wykonującego akcję.